# McEvoy Lake
McEvoy Lake är en sjö i Kanada.   Den ligger i territoriet Yukon, i den centrala delen av landet, 3 900 km väster om huvudstaden Ottawa. McEvoy Lake ligger 1 118 meter över havet.
Trakten runt McEvoy Lake är nära nog obefolkad, med mindre än två invånare per kvadratkilometer.